# Olaf Drauschke
Olaf Drauschke (* 1971 in Berlin) ist ein deutscher Schauspieler und Tänzer.

## Leben und Karriere
Seine Ausbildung erhielt er an der Berliner Schule für Bühnenkunst in Gesang, Schauspiel und Tanz und war bereits in dieser Zeit in einer Kinoproduktion zu sehen, nämlich in der Verfilmung des Musicals Linie 1 von 1987 zu sehen, worauf er unter Regie von Robert Wilson in The Forest an der Freien Volksbühne Berlin sowie in München und New York gastierte.
Weiterhin trat er am Theater am Halleschen Ufer, im Fliegenden Theater oder am magazin-Theater am Kurfürstendamm auf und war in der Uraufführung des Musicals Blue Jeans am Theater des Westens zu sehen.
Als Tänzer wirkte er im Hebbel-Theater sowie in New York am Cunningham Studio mit und wurde 1998 mit dem Goldenen Vorhang als bester männlicher Schauspieler in Berlin ausgezeichnet.
Drauschke wirkte ferner in einigen Film- und Fernsehproduktionen der 1990er-Jahre mit, u. a. in der Hauptrolle in Rosa von Praunheims Kinoproduktion Der Einstein des Sex in der Rolle des Karl Giese, in der Fernsehserie Sterne des Südens, als Geigenspieler in Siebenstein oder in zwei Tatort-Folgen, u. a. neben Winfried Glatzeder.

## Werk

### Theater
- Zwei Drittel spielt verrückt (Theater am Halleschen Ufer)
- Liebe Jelena Sergejewna (magazin-Theater am Kurfürstendamm)
- Blue Jeans (Theater des Westens)
- HeiSSes Eisen (Fliegendes Theater)
- The Forest (Freie Volksbühne)

### Film und Fernsehen
- 1999: Der Einstein des Sex – Leben und Werk des Dr. Magnus Hirschfeld (Regie: Rosa von Praunheim)
- 1996: Der Phoenix-Deal (339. Episode der Fernsehreihe Tatort, Regie: Peter Ristau)
- 1995: Endstation (305. Episode der Fernsehserie Tatort, Regie: Hagen-Müller Stahl)
- 1993: SK Babies (Fernsehserie, Regie: Martin Gies)
- 1994: Die Quietschgeige (85. Episode der Fernsehserie Siebenstein, Regie: Karl-Heinz Käfer)
- 1992: Sterne des Südens (Fernsehserie, Regie: Berengar Pfahl)
- 1987: Linie 1 (Regie: Reinhard Hauff)